# Schlacht am Majuba Hill
Bronkhorstspruit – Lydenburg – Laing's Nek – Schuinshoogte – Majuba Hill
Die Schlacht am Majuba Hill (Afrikaans Slag van Majuba; englisch Battle of Majuba Hill) wurde am 27. Februar 1881 zwischen britischen und burischen Streitkräften in den Drakensbergen im Transvaal geschlagen. Die schwere Niederlage, welche die vom britischen Generalmajor Sir George Pomeroy Colley angeführte Streitmacht gegen die von General Petrus Jacobus Joubert kommandierten Buren erlitt, beendete den Ersten Burenkrieg, aus dem die Burenrepublik Transvaal als Sieger über das Britische Empire hervorging.

## Vorgeschichte der Schlacht
Die britischen Truppen waren plangemäß von Durban am Indischen Ozean durch Natal nach Nordwesten an die Grenzen des Transvaal marschiert. Natal war erst seit den Zulukriegen britisch und daher noch ohne Straßen oder Eisenbahnen. Die Versorgung mit Nachschub war außerordentlich schwierig und wurde mittels Ochsenkarren bewerkstelligt. Die britischen Streitkräfte waren Sir George Pomeroy Colley, dem Gouverneur von Natal, unterstellt. Nach der Niederlage vom 28. Januar 1881 am Laing’s Nek und nachdem Mitte Februar ein britischer Nachschubtrek bei Ingogo den Buren in die Hände gefallen war, hatte Colley seine Streitkräfte in der Nacht zum 27. Februar 1881 auf den Gipfel des Majuba Hill, eines erloschenen Vulkans, geführt.
Aus britischer Sicht bot die Besetzung des wegen seiner Höhe von fast 2100 Metern über dem Meeresspiegel unbesetzt gebliebenen Majuba Hill die Möglichkeit, die in etwa zweieinhalb Kilometer Entfernung bei Laing’s Nek verschanzten Buren zum Rückzug zu zwingen. Die Erhebung überragte die Stellungen der Buren.

## Verlauf der Schlacht
Die Gipfelstellung der Briten war der burischen überlegen. Doch waren die Briten vom anstrengenden Marsch auf den Majuba Hill erschöpft und ruhten sich aus, anstatt zu schanzen. Außerdem war es im südafrikanischen Sommer sehr heiß und der Berggipfel ohne Wasser. Der britische Befehlshaber sah eine Verschanzung auch nicht als notwendig an. General Petrus Jacobus Joubert, der Befehlshaber der Buren, hielt die Erstürmung des Gipfels für unmöglich, eine Belagerung zog er – obwohl aussichtsreich – nicht in Betracht. Nachdem er vormittags bereits Befehl zum Abrücken gegeben hatte, meldeten Spähtrupps, dass die Briten keine Vorposten aufgestellt und keine Stellungen ausgebaut hatten. Die Buren eröffneten daraufhin den Angriff auf den Majuba Hill. Colley fühlte sich so sicher, dass er erst in Ruhe ausschlief, bevor er seine ersten Anweisungen gab. Die übliche britische Art der Kampfführung, das Feuern in Salven, zeigte wenig Wirkung, da die Buren nicht geschlossen vorgingen, sondern sich einzeln von Deckung zu Deckung springend vorarbeiteten. Außerdem waren die Visiere der britischen Martini-Henry-Gewehre wohl falsch eingestellt. Als tödlich für die Briten erwiesen sich ihre weißen Helme, die gegen den Himmel ein hervorragendes Ziel boten. Zahlreiche Briten wurden durch Kopfschüsse getötet, darunter Colley. Nachdem er gegen Mittag gefallen war, brach Panik unter den Briten aus. Bei dem Versuch zu fliehen, stürzten viele über Felshänge zu Tode.

## Folgen
Der Transvaal erlangte mit dem Abkommen von Pretoria Selbstständigkeit, mit Ausnahme der Äußeren Angelegenheiten (siehe auch Suzeränität).